# Vanth
Vanth va ser, a la mitologia etrusca, un dimoni femení de l'Inframon.

Sovint va acompanyada de Caront, un déu etrusc dels inferns, un psicopomp o conductor de les ànimes a l'Inframón. Se la representa normalment amb ales, portant una torxa, amb la que il·lumina el camí als morts, i també una clau o un rotlle, i porta els pits al descobert amb unes corretges que li creuen sobre el pit. Porta botes de pell un quitó curt fins als genolls, que de vegades té mànigues.
La seva funció sembla que era la de facilitar el pas de la vida a la mort, i és una figura benèvola, en contrast amb Caront, que sempre es mostra més tenebrós.

## En la cultura popular
- S'ha usat el nom de Vanth per batejar l'únic satèl·lit natural conegut del plutí, i probablement també planeta nan, 90482 Orcus.
- El dimoni Vanth inspirà el personatge narrador protagonista del relat homònim de Cristina Jurado, il·lustrat per Ana Galvañ i publicat el 2016.[4] Es tracta d'una ficció pulp feminista.[5]